# Dąb dwubarwny
Dąb dwubarwny (Quercus bicolor Willd.) – gatunek roślin z rodziny bukowatych (Fagaceae Dumort.). Występuje naturalnie w Występuje naturalnie w Kanadzie (w prowincjach Nowa Szkocja, Ontario i Quebec) oraz Stanach Zjednoczonych (w Alabamie, Connecticut, Dystrykcie Kolumbii, Delaware, Iowa, Illinois, Indianie, Kansas, Kentucky, Massachusetts, Marylandzie, Maine, Michigan, Minnesocie, Missouri, Karolinie Północnej, Nebrasce, New Hampshire, New Jersey, stanie Nowy Jork, Ohio, Pensylwanii, Rhode Island, Karolinie Południowej, Tennessee, Wirginii, Vermoncie, Wisconsin i Wirginii Zachodniej). Ponadto bywa uprawiany. 

## Morfologia

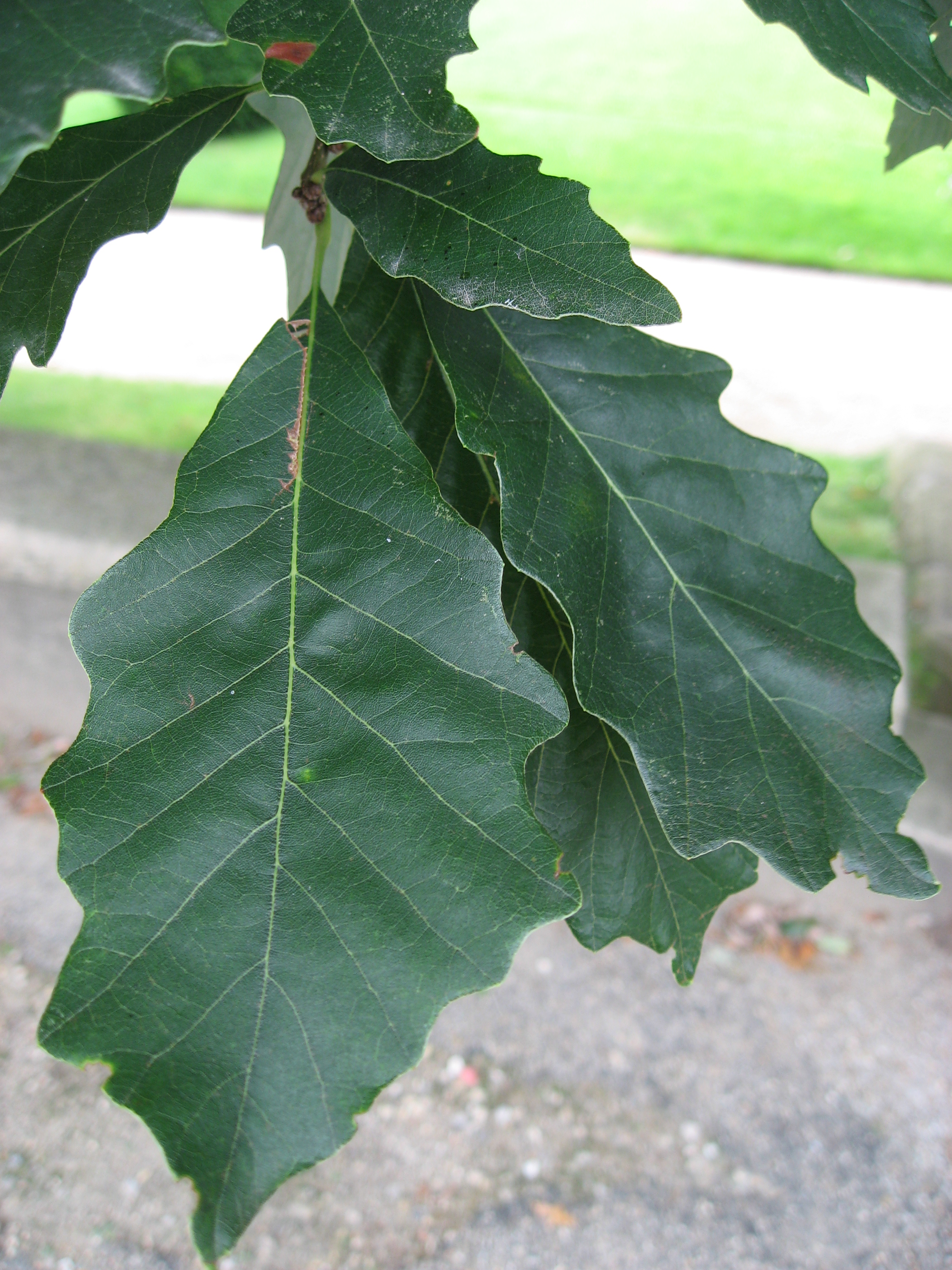
Liście

PokrójZrzucające liście drzewo dorastające do 30 m wysokości. Pokrój często jest zaokrąglony. Kora jest łuszcząca się i ma szarawoczarną barwę.
LiścieBlaszka liściowa ma kształt od odwrotnie jajowatego do eliptycznego. Mierzy 12–18 cm długości oraz 7–11 cm szerokości, jest nieregularnie ząbkowana lub klapowana na brzegu, ma nasadę od klinowej do ostrokątnej i zaokrąglony wierzchołek. Jesienią zmieniają barwę na pomarańczowoczerwoną. Liście są biało owłosione od spodu. Ogonek liściowy jest nagi i ma 10–25 mm długości.
OwoceOrzechy zwane żołędziami o kształcie od elipsoidalnie jajowatego do podługowatego, dorastają do 15–21 mm długości i 9–18 mm średnicy. Osadzone są pojedynczo w miseczkach o półkulistym kształcie, które mierzą 10–15 mm długości i 15–25 mm średnicy. Orzechy otulone są w miseczkach do 50–75% ich długości.

## Biologia i ekologia
Rośnie w wilgotnych lasach oraz na brzegach rzek. Występuje na wysokości do 1000 m n.p.m. Najlepiej rośnie na suchym, żyznym, lekkim i dobrze przepuszczalnym podłożu. Preferuje gleby o odczynie obojętnym. Lubi stanowiska na pełnym nasłonecznieniu lub w półcieniu. Charakteryzuje się szybkim tempem wzrostu. Dożywa wieku około 300–350 lat.

## Zastosowanie
Niektóre plamiona Indian używały tego gatunku w medycynie tradycyjnej, zwłaszcza w leczeniu złamań i cholery. Obecnie ma zastosowanie jako roślina ozdobna oraz surowiec drzewny.